# Карлос Жермано
Карлос Жермано Швамбах Нето (род. 14 августа 1970), более известный как Карлос Жермано — бразильский футболист, который играл на позиции вратаря.

## Карьера игрока

### Клубная карьера
Он начал свою футбольную карьеру в 1985 году, когда был обнаружен тренером «Васко да Гама», который предложил ему присоединиться к молодёжной команде для просмотра. В том же году он стал первым вратарем молодёжного состава.
Когда вратарь основной команды, Акасио, покинул клуб, Карлос Жермано немедленно стал номером 1. Он выиграл с клубом много трофеев и был назван лучшим вратарём бразильского чемпионата в 1997 году.
В 1999 году у него начались разногласия с президентом «Васко», Антонио Соаресом Калсадой, и он покинул клуб. Он подписал четырёхлетний контракт с «Сантосом» в 2000 году, но уже через год клуб не смог выплатить всю сумму контракта, и он стал свободным агентом, позже он перешёл в «Португеза Деспортос». С тех пор он подписывал годичные контракты с различными клубами, в том числе со своим первым клубом («Васко»), его последней командой стал «Пенафиел» (португальский клуб, игравший в то время в Лига де Онра), с которым он подписал контракт в 2005 году.

### Карьера в сборной
Карлос Жермано представлял свою страну на юношеском чемпионате мира 1987 (Бразилия вылетела с группы с последнего места, не забив ни одного гола) и на молодёжном чемпионате мира 1989 (Бразилия заняла 3-е место). В 1988 году он взят в качестве вратаря молодёжной сборной Бразилии на чемпионат Южной Америки.
Он сыграл 9 матчей за основную сборную Бразилии в период между 1995 и 2001 годами. Он был членом сборной Бразилии на чемпионате мира 1998 года во Франции.

## Тренерская карьера
Не получив никаких новых предложений, Карлос Жермано в течение нескольких месяцев тренировался в «Васко да Гама», чтобы сохранить свою форму. В итоге в сезоне 2008 года он стал тренером вратарей «Жоинвиля». В том же сезоне он вернулся в свой бывший клуб, «Васко да Гама», также став тренером вратарей. Проведя шесть лет в «Васко», Карлос Жермано покинул клуб после смены директоров.
В начале 2015 года Карлос Жермано вошёл в тренерский штаб новосозданного клуба «Дозе», который должен был дебютировать в Серии B Лиги Капишаба. Он стал ассистентом тренера Сорато.

## Вне футбола
На муниципальных выборах 2012 года Жермано баллотировался на пост председателя муниципалитета города Кашуэйрас-ди-Макаку от Партии бразильского демократического движения, однако не был избран.